# Esperanza (Agusan del Sur)
Pour les articles homonymes, voir Esperanza.
Esperanza est une municipalité de la province d'Agusan del Sur, aux Philippines.